# A Song for Europe 1957
Reino Unido participó en la segunda edición del Festival de la Canción de Eurovisión en Fráncfort del Meno, Alemania el 3 de marzo de 1957. Fue su primera participación en el certamen; este país quería participar en el concurso el año anterior, pero quedó descalificado porque tardó demasiado en inscribirse. Su representante fue Patricia Bredin con la canción All cantada en idioma inglés. La canción fue cantada tercera en la noche, obtuvo 6 puntos lo que le dio el 7.º lugar en esa edición.
A Song for Europe fue el nombre de la final nacional en la cual se eligió la canción representante de Reino Unido para la Eurovisión de 1957.

## La final nacional
La final nacional tenía cuatro etapas: tres semifinales y una gran final. Todos los espectáculos fueron presentados por David Jacobs. En dos primeras semifinales participaron siete canciones y en la tercera cinco. Se perdieron títulos de muchas de estas canciones y sus resultados. Las siguientes tablas contienen toda la información que se salvó hasta el día de hoy.

### Primera semifinal
| N.º | Cantante              | Canción         |
| --- | --------------------- | --------------- |
| 1   | Lita Roza             | The Way It Goes |
| 2   | Denis Lotis           | Seven           |
| 3   | Marian Ryan           | ¿?              |
| 4   | John Hanson           | ¿?              |
| 5   | Janie Marden          | ¿?              |
| 6   | The Keynotes          | ¿?              |
| 7   | Bill McGuffie Quartet | ¿?              |

### Segunda semifinal
| N.º | Cantante           | Canción       |
| --- | ------------------ | ------------- |
| 1   | Jill Day           | ¿?            |
| 2   | Ronnie Hilton      | For Your Love |
| 3   | Edna Savage        | ¿?            |
| 4   | Bryan Johnson      | ¿?            |
| 5   | Lorrae Desmond     | ¿?            |
| 6   | Frank Horrox       | ¿?            |
| 7   | Frank Weir Quartet | Once          |

### Tercera semifinal
| N.º | Cantante                | Canción (Música/Letra)             |
| --- | ----------------------- | ---------------------------------- |
| 1   | Carole Carr             | ¿?                                 |
| 2   | Shirley Eaton           | ¿?                                 |
| 3   | Bill Maynard            | ¿?                                 |
| 4   | The Keynotes            | Don't Cry Little Doll              |
| 5   | Malcolm Lockyer Quartet | All (Reynell Wreford/Alan Stranks) |

### La Gran Final
En la final cada canción fue cantada dos veces. Luego el jurado escogió la canción ganadora. La elección del cantante que la interpretaría en la Eurovisión fue interna.
| N.º | Primer cantante         | Segundo cantante | Canción (música/letra)             | Puntuación | Lugar |
| --- | ----------------------- | ---------------- | ---------------------------------- | ---------- | ----- |
| 1   | The Keynotes            | Bill Maynard     | Don't Cry Little Doll              | 14         | 4.º   |
| 2   | Pauline Shepherd        | Carole Carr      | Once                               | 23         | 2.º   |
| 3   | Denis Lotis             | The Keynotes     | Seven                              | 13         | 5.º   |
| 4   | Malcolm Lockyer Quartet | Patricia Bredin  | All (Reynell Wreford/Alan Stranks) | 39         | 1.º   |
| 5   | Ronnie Hilton           | Alan Bristow     | For Your Love                      | 13         | 5.º   |
| 6   | Lita Roza               | Stan Roderick    | The Way It Goes                    | 18         | 3.º   |

Patricia Bredin nunca grabó la canción All, tampoco se la ha publicado nunca como un single.

## En el Festival
La canción de Reino Unido fue cantada tercera en la noche, siguiendo a la luxemburguesa Danièle Dupré con Amours mortes (tant de peine) y precediendo al italiano Nunzio Gallo con Corde della mia chitarra. All obtuvo un total de seis puntos y se clasificó en el 7.º puesto. El jurado británico la mayoría de sus puntos (2/10) la dio a los siguientes países: Italia, Austria, Francia y Dinamarca. La mayoría de sus puntos ganados en el concurso fue de parte de Suiza (2/6).
El director de la orquesta para la canción británica fue Eric Robinson. El portavoz que anunció los puntos otorgados por Reino Unido fue David Jacobs. Los comentaristas británicos fueron Berkeley Smith y Tom Sloan.

### Votación
Cada país envió un jurado de diez personas. Cada miembro del jurado pudo dar un punto para su canción favorita.

#### Puntos otorgados
| 2 puntos | Italia       |
| 2 puntos | Austria      |
| 2 puntos | Francia      |
| 2 puntos | Dinamarca    |
| 1 punto  | Luxemburgo   |
| 1 punto  | Países Bajos |

#### Puntos obtenidos
| 2 puntos | Suiza        |
| 1 punto  | Países Bajos |
| 1 punto  | Austria      |
| 1 punto  | Luxemburgo   |
| 1 punto  | Bélgica      |